# Гамалий, Иван Павлович
Иван Павлович Гамалий (укр. Іван Павлович Гамалій; 20 октября 1956, Гамалиевка, Львовская область — 18 декабря 2022, Португалия) — советский и украинский футболист, защитник, полузащитник, нападающий.
Футболом начал заниматься в 8 лет в школе львовского СКА, тренер Владимир Вараксин. В 16 лет дебютировал в луцком СКА. Играл в первенстве КФК за львовские «Звезду» (1975) и СКА (1975—1976). В 1977—1981 годах играл во второй лиге за СКА Львов, в 1982—1989 — в первой лиге за СКА «Карпаты» после объединения СКА и «Карпат». В 1978 году был заявлен за ЦСКА, но вернулся во Львов. Первую половину сезона 1989 провёл в возрождённых «Карпатах». 1991 год отыграл во второй лиге в составе «Галичины» Дрогобыч. В сезонах 1991/92 — 1992/93 играл за польский клуб «Сталь» Санок. Выступал в первой лиге Украины за «Кристалл» Чортков (1992/93, 1994/95), высшей лиге за «Карпаты» Львов (1993/94), второй лиге за «Скифы» Львов (1995/96), «Галичину» Дрогобыч (1998/99). В сезоне 1997/98 — игрок любительского клуба «Проминь» Самбор и играющий тренер «Карпат» Каменка-Бугская.
Позже уехал в Португалию, где стал председателем Ассоциации футбола украинцев в Португалии.
Дочь Элизабет Гамалий — теннисистка.
Умер 18 декабря 2022 года в Португалии.

## Ссылка
- «Разговор с прошлым»: Иван Гамалий